# Greg Deane
Greg Steven Deane (Tulare, 6 dicembre 1957) è un ex cestista statunitense, professionista nella NBA.

## Carriera
Venne scelto alla prima chiamata del quarto giro del Draft NBA 1979 (67ª assoluta) dagli Utah Jazz. Giocò 7 partite segnando 1,4 punti in 6,5 minuti di media, prima di essere tagliato il 6 novembre del 1979.